# Éditions Cépaduès
 (décembre 2023).
Si vous disposez d'ouvrages ou d'articles de référence ou si vous connaissez des sites web de qualité traitant du thème abordé ici, merci de compléter l'article en donnant les références utiles à sa vérifiabilité et en les liant à la section « Notes et références ».
Cépaduès est une maison d'édition située à Toulouse dont l'activité principale est la production et la diffusion d'ouvrages à vocation pédagogique.

## Histoire
Les Éditions Cépaduès, ont été créées par Jean-Claude Joly en 1967. C'est une des marques de la société Toulousaine Cepad.
Créée en 1967, d'abord un cours par correspondance d'enseignement supérieur, Cépaduès est l'acronyme de Centre d’enseignement et de préparation au DUES (le DUES étant le Diplôme universitaire d'études scientifiques) correspondant aux deux premières années universitaires. La structure ainsi créée est spécialisée dans les courts tirages de fascicules de cours, activité rare à cette époque. La SNIAS (qui devint depuis Airbus) devient donneur d'ordres de Cépaduès pour de multiples travaux d’impression pour sa documentation technique en faible quantité.
En 1980, Cépaduès édite le premier "Manuel du pilote d'avion" à l'intention des candidats au brevet de pilote. En 2024 la vingtième édition du manuel est publiée
.
En 2015 Cépaduès a repris le fonds éditorial des éditions de Midi, ainsi fut créée la Collection de Midi.
La revue Livres Hebdo publie chaque année le classement des 200 premiers éditeurs français. Dans son numéro 45 de septembre 2024 Cépaduès monte au 89e rang.
Dans le classement de la production éditoriale de Livres Hebdo n° de mars 2025 Cépaduès figure au 125° rang avec 100 nouveautés produites.